# La Borde (site paléolithique)
Pour les articles homonymes, voir La Borde.
Le site préhistorique de La Borde se trouve dans le Quercy en bordure du Causse de Gramat, sur la commune de Livernon (Lot, France). Il s'agit d'un site spécialisé dans la chasse, le débitage (boucherie) et la consommation d'aurochs au Paléolithique moyen.

## Situation
Le hameau de la Borde, ou Laborde selon la carte IGN récente, se trouve dans le sud de la commune de Livernon, en limite de commune avec Grèzes, près de la route D13, à 3 km au sud de Livernon.

## Historique
Le site est découvert et en partie détruit en 1971, lors de travaux liés au creusement d'une station de pompage. M. Lorblanchet, chargé d'une mission de sauvetage archéologique d'urgence, y effectue des travaux de terrain, prélèvements, relevés et procède au tamisage des déblais riches en matériel archéologique. Une étude pluridisciplinaire consacrée à ce site est publiée en 1990 sous la direction de Jacques Jaubert.

## Principales caractéristiques

### Datation
Sur la base d'arguments biochronologiques, la séquence a été rapportée à une période indéterminée du Pléistocène moyen final ou du début de Pléistocène supérieur (SIO 5 ou, plus vraisemblablement, le stade isotopique 7 ou un épisode tempéré de l'SIO 6).
Elle se situe au début d'un épisode tempéré et humide. Les indices paléontologiques le donnent soit pour un interstade rissien, soit  pour le dernier interglaciaire

### Un site de boucherie spécialisée
Le site est une ancienne cavité karstique effondrée de type aven, entièrement colmatée par un remplissage sédimentaire riche en faune et en industrie lithique préhistorique.
Le gisement est décrit comme un site de boucherie spécialisé dans un type de gibier : la faune est très largement dominée par l'aurochs (Bos primigenius), avec au minimum 40 individus[réf. nécessaire] soit 93,2% de la faune totale. Les autres espèces présentes sont le cheval, le cerf élaphe, l'hydrontin et le loup.
Le site est interprété comme un lieu de chasse et d'abattage mettant à profit un piège naturel vers lequel des troupeaux sont rabattus. Il présente donc un certain nombre de points communs avec Coudoulous I (couche c4) et Coudoulous II, à l'exception de l'espèce chassée préférentiellement (aurochs au lieu de bison).[réf. nécessaire]

### Outillage lithique
L'industrie est essentiellement composée de quartz (96%) et de quartzite d'origine locale[réf. nécessaire], exploités par débitage discoïde biface et uniface ou par débitage sur enclume.[réf. nécessaire] 

Le silex est assez rare, importé de 5 à 35 km en direction du nord et du nord-ouest vers la vallée de la Dordogne (la distance d'une soixantaine de kilomètres est également citée,[réf. nécessaire] sans source). Il a été débité selon la méthode Levallois,. 

L'outillage est de qualité malgré un aspect archaïque imputable aux matériaux dominants[réf. nécessaire]. Il associe outillage lourd (choppers et outils associés, polyèdres, unifaces) à un outillage léger (encoches et denticulés). L'outillage lourd sur galet serait dû à la fonction de la station plutôt qu'à un phénomène culturel. Jaubert et al. (2016) rattachent cette industrie au Paléolithique moyen ancien (Moustérien à denticulés).